# Beta-endorfin
β-endorfin je endogeni opioidni peptidni neurotransmiter koji je prisutan u neuronima centralnog i perifernog nervnog sistema.
Aminokiselinska sekvenca je: 

## Formiranje
β-endorfin je peptid koji je 31 aminokiselina dugačak. On nastaje iz prekurzora proopiomlanocortina (POMC). Iz ovog prekurzora takođe nastaju i drugi peptidni hormoni: ACTH (adrenokortikotropni hormon), α- i γ-MSH (Melanocit-stimulišući hormon). Oni su rezultat intraćelijskih promena enzimom prohormon konvertazom.)
β-endorfin je nađen u neuronima hipotalamusa, kao i u hipofizi.

## Funkcija
Beta-endorfin je agonist opioidnih receptora. Postoje dokazi da je on endogeni ligand μ-opioidnog receptora, receptora putem kojeg hemikalije izdvojene iz opijuma, kao što je morfin, vrše svojeanalgetske i adiktivne efekte. (μ-opioidni receptor je dobio ime po svom najpoznatijem ligandu, morfinu.)

## Spoljašnje veze
- - β-endorfin
- - β-endorfin (1-9)
- - β-endorfin (2-9)
- β-endorphin на 